# スチュードベーカー・アヴァンティ

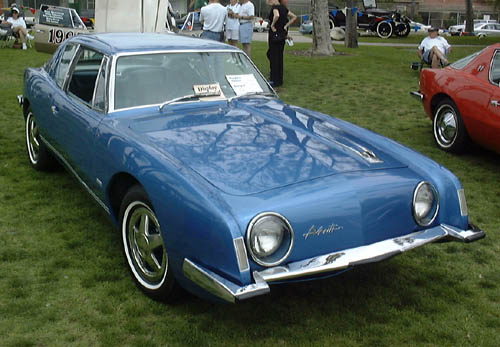
1963年アヴァンティ

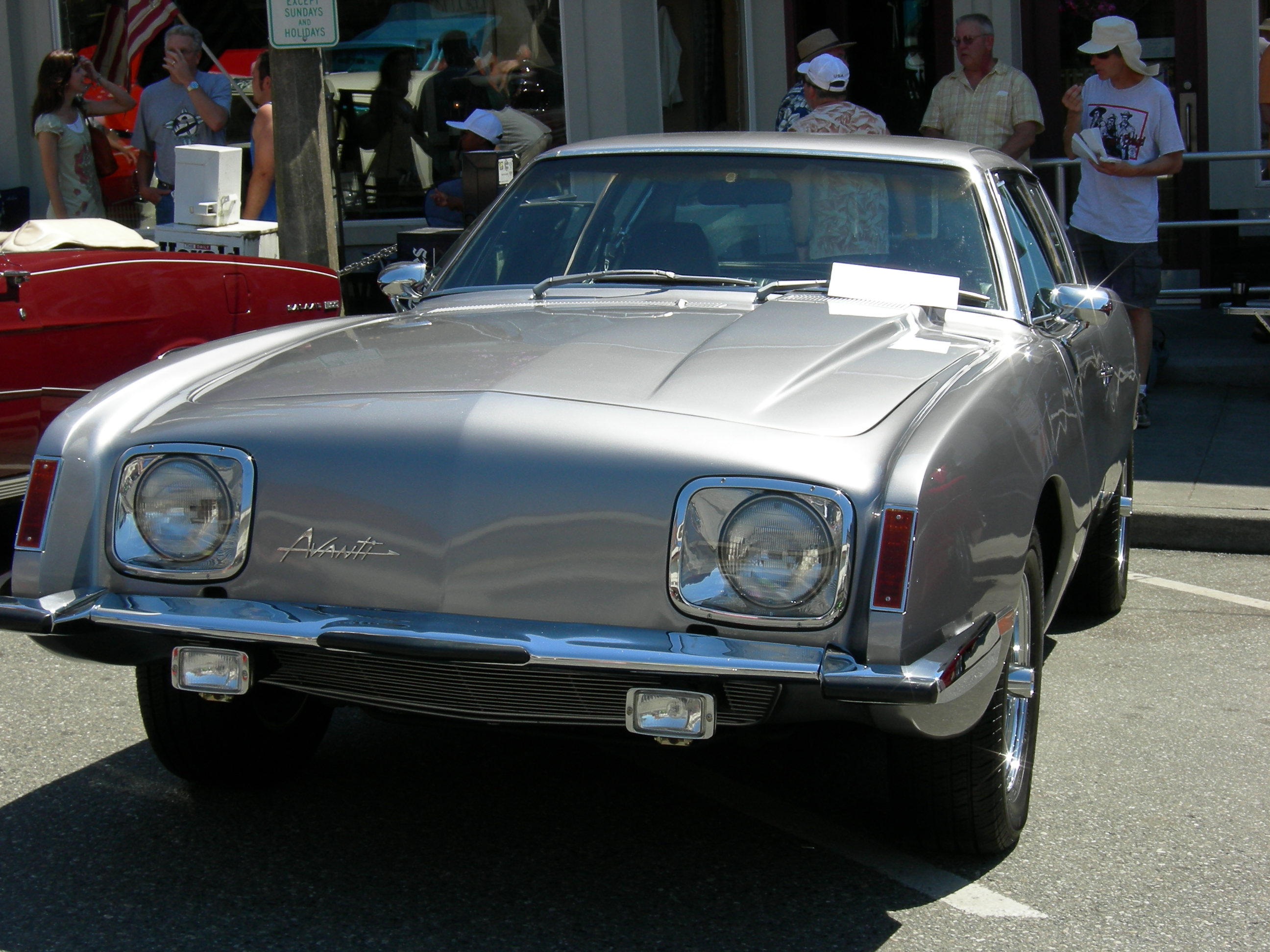
1964年アヴァンティ

アヴァンティ（Avanti）は、スチュードベーカー・コーポレーションが1963年モデルイヤーから生産・販売したスポーツクーペである。FRP製ボディを特色とし、デザインは著名な工業デザイナーの レイモンド・ローウィが担当した。 スチュードベーカー最後の新型車で美しいスタイルと高い動力性能で注目を集めた。しかし、売り物のFRPボディの生産体制の不備によって商業的には失敗作となり、僅か2年足らずで生産中止に追い込まれ、程なくスチュードベーカーは自動車生産そのものから撤退する。その後、新しい事業者によって再び製造され、1987年までは同じシャシーで少数ながら製造販売が続けられた。

## スチュードベーカー時代
アヴァンティとはイタリア語で「前進」を意味するが、アヴァンティはその名に恥じず、スタイルやボディ材質のみならず、シートベルト、前輪ディスクブレーキ、安全ドアラッチ、ロールバーなどを装備し、安全性の面でも当時のアメリカ車の水準をぬきんでていた。ただし、経営難のスチュードベーカー社の内情を反映して、シャシーは1953年を起源とする同社コンパクトカー・ラークと共通のものが用いられ、V8エンジンも標準のR1で240馬力、ホットモデルのR2ではスーパーチャージャーで289馬力までチューンされてはいたが、1951年以来のユニットがベースであった。400台だけサイズアップされ335馬力に強化されたR3モデルも生産され、ユタ州ボンネヴィルの砂漠コースで最高速度274.84 km/hはじめ、34の速度記録を樹立した。
1962年6月に発表されたアヴァンティは高い注目を集め受注は順調であり、同年のインディ500のペースカーにも選ばれた。ところが、1954年以来シボレー・コルベットのFRPボディを生産していたオハイオ州のMolded Fiberglass Products Companyに外注されたFRPボディの生産体制が整わず、デリバリー体制がなかなか整わなかった。ついにはインディのペースカーまでもラーク・デイトナ・コンバーチブルに変更せざるを得ない事態に追い込まれ、大量の注文キャンセルが発生した。
最終的にはスチュードベーカーはボディを自社生産に切り替え、1964年モデルではヘッドライトの縁を丸から四角に変更するなどイメージチェンジを図ったがすでに手遅れで、1964年モデルが登場して間もない1963年12月にはアメリカ国内での自動車生産を打ち切るという発表がなされた。主力のコンパクトカー・ラークはカナダ工場で継続生産されたが、アヴァンティはこの時生産が打ち切られた。累計生産台数は4,643台に過ぎなかった。なお、日本にも当時の輸入代理店であった日新自動車によって、少なくとも2台が輸入された。

## その後のアヴァンティ
インディアナ州サウスベンドにあった工場設備と残ったパーツ類を、同地でスチュードベーカー・ディーラーだったレオ・ニューマンとネート・アルトマンの2社が買い取り、「アヴァンティII」として1966年から生産を再開した。スチュードベーカーのシャシーにコルベットのエンジンを載せ、外見は原型に忠実に少数が生産された。日本にもオクズミ商事が代理店を取得し、1974年から80年代前半まで正規輸入された。
1982年には不動産デベロッパー、スティーブン・ブレイク（Stephen H. Blake）がアヴァンティIIの製造権を買い取り、バンパーやインテリアを改めた「20周年記念モデル」を登場させたり、コンバーチブル版を製作する等の試みを行った。しかし、ブレイクは1986年に破産、以後会社は所有者を転々とし、1987年以降、シャシーはGMのシボレー・モンテカルロのものに変更された。今日に至ってもアヴァンティ・モータース・コーポレーションは、メキシコ・カンクンに本拠を移し、外観を似せたカスタムカーを製造している。